# Neoromicia stanleyi
Neoromicia stanleyi — вид рукокрилих з родини лиликових (Vespertilionidae).

## Етимологія
Вид названо на честь Т. Стенлі (англ. T. Stanley), який проводив активні польові та систематичні дослідження африканських дрібних ссавців, особливо у Східній Африці.

## Опис
Спинний волосяний покрив виразно довгий і від блідо-коричневого до темно-коричневого забарвлення. Нижня поверхня від підборіддя та горла від шоколадно-коричневого до сріблясто-коричневого забарвлення, зливаючись з від кремового до коричнево-кремового на грудях і животі, і кремовим або сірувато-білим до черева. Крила бурі, темно-коричневі або чорнувато-коричневі, трохи напівпрозорі; міжстегнова мембрана більш бліда й напівпрозора, ніж крила. 

## Поширення
Поширений у Ботсвані, Замбії, Зімбабве.